# Ercheia collustrans
Ercheia collustrans là một loài bướm đêm trong họ Noctuidae.